# Peltigera fimbriata
Peltigera fimbriata är en lavart som beskrevs av Vitik., Sérus., Goffinet & Miadl. Peltigera fimbriata ingår i släktet Peltigera och familjen Peltigeraceae.   Inga underarter finns listade i Catalogue of Life.